# Боланьйос-де-Калатрава
Боланьйос-де-Калатрава (ісп. Bolaños de Calatrava) — муніципалітет в Іспанії, у складі автономної спільноти Кастилія-Ла-Манча, у провінції Сьюдад-Реаль. Населення — 12 236 осіб (2010).
Муніципалітет розташований на відстані близько 170 км на південь від Мадрида, 24 км на схід від Сьюдад-Реаля.

## Демографія
Динаміка населення (INE ):

## Галерея зображень

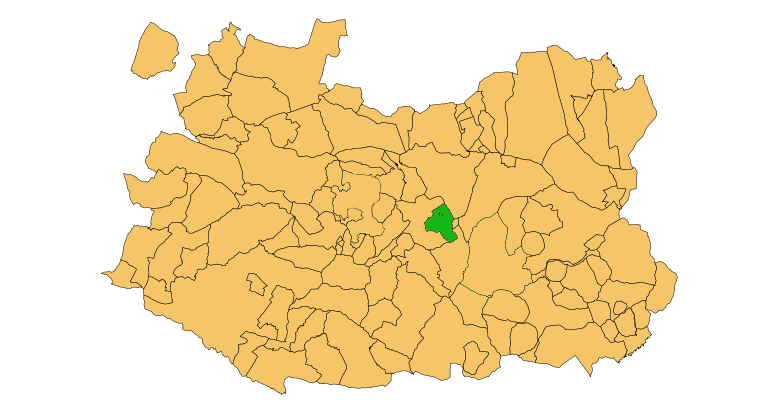
Розташування муніципалітету в провінції
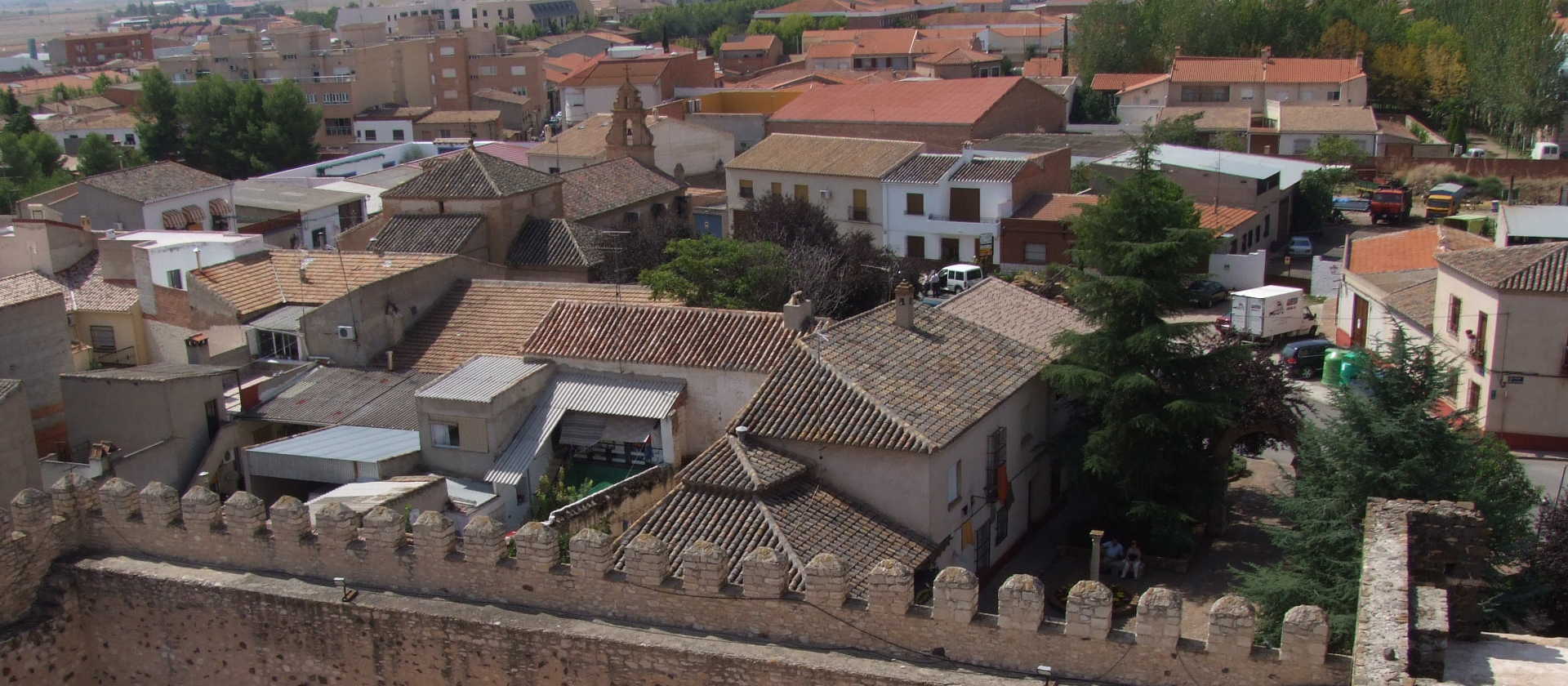
Панорама
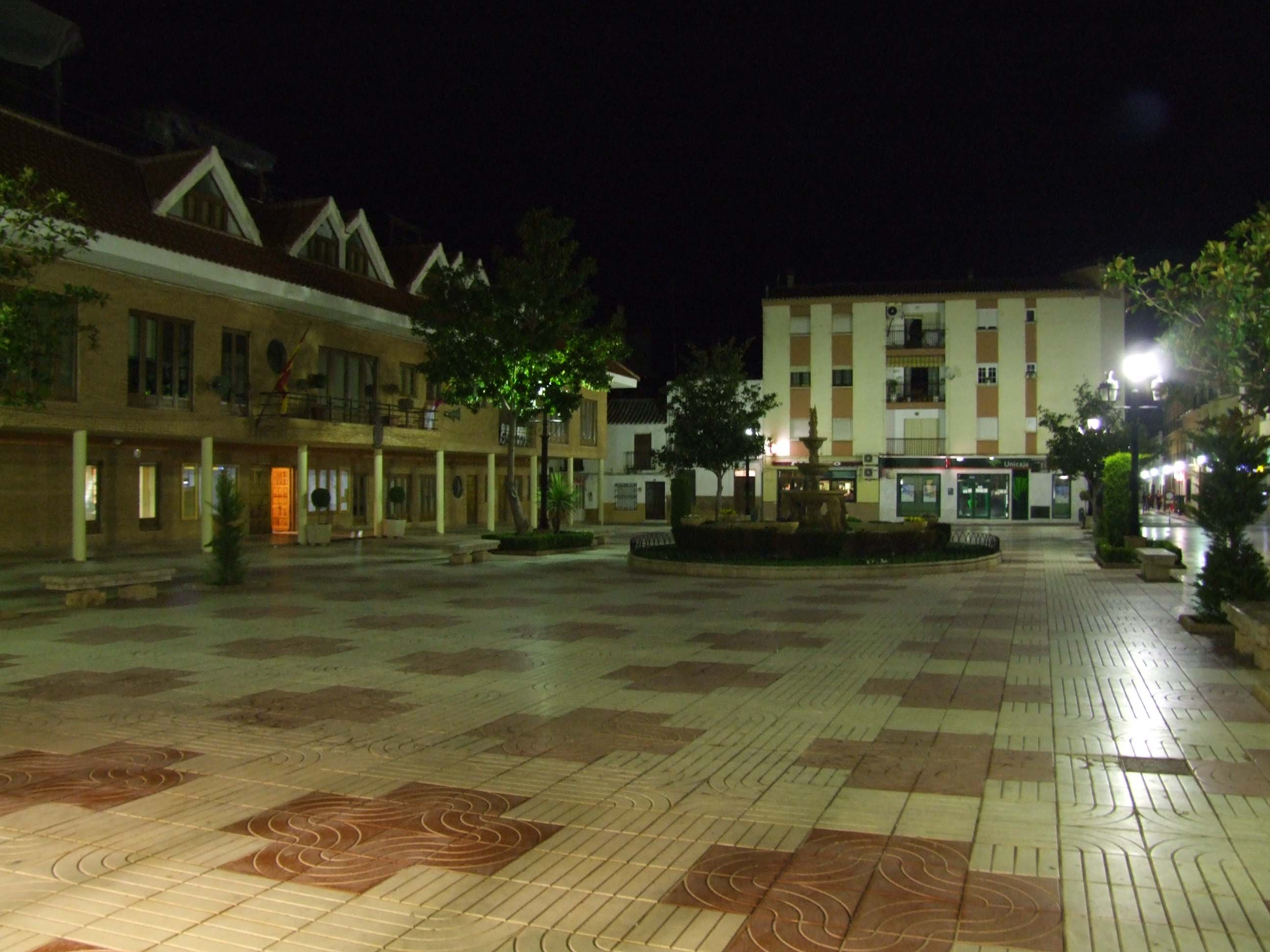
Муніципальна рада